# Юханссон, Херман
Херман Нильс Юханссон (швед. Herman Nils Johansson; род. 16 октября 1997, Эрншёльдсвик, Вестерноррланд) — шведский футболист, нападающий «Мьельбю».

## Клубная карьера
Футболом начал заниматься в клубе «Эрнен». В 16-летнем возрасте присоединился к «Фриска Вильюр». В её составе дебютировал во взрослом футболе 20 сентября 2014 года в гостевой встрече третьего шведского дивизиона против «Рёбека», появившись на поле на 88-й минуте. Вместе с клубом дважды выходил во второй дивизион. В сезоне 2019 года забил 21 мяч в 24 матчах первенства.
14 февраля 2020 года присоединился к «Сандвикену», выступающему в первом дивизионе. Первую игру в составе нового клуба провёл 2 марта в рамках группового этапа кубка Швеции с «Юргорденом». Юханссон вышел на поле в стартовом составе и в середине второго тайма был заменён на Наима Мохаммеда. Впервые в матче первого дивизиона принял участие 14 июня. Во встрече первого тура против «Карлслунда» начал игру с первых минут, уступив после перерыва место Вячеславу Койдану.
В декабре 2020 года перешёл в «Мьельбю», подписав с клубом контракт, рассчитанный на три года. В его составе 1 августа 2021 года дебютировал в чемпионате Швеции, заменив на 82-й минуте встречи с «Кальмаром» Ивана Кричака.

## Клубная статистика
| Выступление      | Выступление      | Выступление      | Лига | Лига | Кубки | Кубки | Конт. кубки | Конт. кубки | Итого | Итого |
| Клуб             | Лига             | Сезон            | Игры | Голы | Игры  | Голы  | Игры        | Голы        | Игры  | Голы  |
| ---------------- | ---------------- | ---------------- | ---- | ---- | ----- | ----- | ----------- | ----------- | ----- | ----- |
| Фриска Вильюр    | Дивизион 3       | 2014             | 2    | 0    | 0     | 0     | 0           | 0           | 2     | 0     |
| Фриска Вильюр    | Дивизион 3       | 2015             | 22   | 9    | 0     | 0     | 0           | 0           | 22    | 9     |
| Фриска Вильюр    | Дивизион 2       | 2016             | 23   | 2    | 0     | 0     | 0           | 0           | 23    | 2     |
| Фриска Вильюр    | Дивизион 3       | 2017             | 21   | 15   | 0     | 0     | 0           | 0           | 21    | 15    |
| Фриска Вильюр    | Дивизион 2       | 2018             | 20   | 6    | 2     | 2     | 0           | 0           | 22    | 8     |
| Фриска Вильюр    | Дивизион 2       | 2019             | 24   | 21   | 0     | 0     | 0           | 0           | 24    | 21    |
| Фриска Вильюр    | Итого            | Итого            | 112  | 53   | 2     | 2     | 0           | 0           | 114   | 55    |
| Сандвикен        | Дивизион 1       | 2020             | 23   | 9    | 4     | 0     | 0           | 0           | 27    | 9     |
| Сандвикен        | Итого            | Итого            | 23   | 9    | 4     | 0     | 0           | 0           | 27    | 9     |
| Мьельбю          | Алльсвенскан     | 2021             | 6    | 0    | 0     | 0     | 0           | 0           | 6     | 0     |
| Мьельбю          | Итого            | Итого            | 6    | 0    | 0     | 0     | 0           | 0           | 6     | 0     |
| Всего за карьеру | Всего за карьеру | Всего за карьеру | 141  | 62   | 6     | 2     | 0           | 0           | 147   | 64    |